# Russian Mission
Russian Mission (in lingua Yupik Iqugmiut) è una città dell'Alaska di 320 abitanti. Fu il sito della Missione Ortodossa Russa Pokrovskaya, fondata nel 1851, la prima nell'entroterra dell'Alaska. 